# Die vier Tageszeiten
Die vier Tageszeiten ist der Bildtitel eines Bilderzyklus von Moritz von Schwind. Der Zyklus besteht aus vier kreisförmigen Gemälden und ist Bestandteil der Sammlung Schack in München.

## Geschichte
Bereits in seinem 1852 vollendeten Gemälde Eine Symphonie hatte Schwind Medaillons mit Allegorien der vier Tageszeiten verwendet, um eine darauf dargestellte Szene einzurahmen. Um 1860 malte er die vier Tageszeiten noch einmal als eigenständige Rundbilder. Der Sammler Adolf Friedrich von Schack erwarb den Bilderzyklus 1865 von Schwind für seine Sammlung.

## Beschreibung
Die Rundbilder haben einen Durchmesser von 37,5 Zentimetern und sind mit Ölfarbe auf Leinwand gemalt.
Der Morgen ist als bärtiger Mann dargestellt, der mit einem Alphorn in der linken Hand auf einem Felsen sitzt, dessen oberen Rand die ersten Strahlen der aufgehenden Sonne treffen. Hinter dem Mann steht ein Steinbock auf dem Felsen. Unterhalb des Mannes hat die Nacht sich zur Ruhe gelegt.
Der Mittag ist als Nixe mit blondem Haar dargestellt, die im Wasser steht und ihr Spiegelbild betrachtet. Ein Fisch schwimmt auf sie zu.
Der Abend ist als Landschaft mit Bäumen in der Dämmerung dargestellt. Der aufgehende Mond scheint durch Wolkenstreifen hindurch. Über den Wolken hat sich der nur schemenhaft dargestellte Tag zur Ruhe gelegt.
Die Nacht ist als Frau mit wehenden Gewändern dargestellt. Begleitet wird sie von zwei Putti. Der linke mit Blütenkranz ist eine Allegorie des Schlafes, der rechte mit erloschener Fackel eine des Todes.